# Ficus andamanica
Ficus andamanica är en mullbärsväxtart som beskrevs av Edred John Henry Corner. Ficus andamanica ingår i släktet fikonsläktet, och familjen mullbärsväxter. Inga underarter finns listade i Catalogue of Life.